# The Party Ain't Over Yet
The Party Ain't Over Yet — двадцять сьомий студійний альбом британського рок-гурту Status Quo, який був випущений 19 вересня 2005 року.

## Список композицій
1. The Party Ain't Over Yet - 3:50
2. Gotta Get Up and Go - 4:18
3. All That Counts Is Love - 3:41
4. Familiar Blues - 5:09
5. The Bubble - 5:36
6. Belavista Man - 4:21
7. Nevashooda - 3:52
8. Velvet Train - 3:33
9. Goodbye Baby - 4:08
10. You Never Stop - 4:33
11. Kick Me When I'm Down - 3:17
12. Cupid Stupid - 3:51
13. This Is Me - 4:47

## Учасники запису
- Френсіс Россі - вокал, гітара
- Рік Парфітт - вокал, гітара
- Джон Едвардс - бас-гітара
- Метт Летлі - ударні
- Енді Боун - клавішні